# Banggai (île)
Pour les articles homonymes, voir Banggai.
Banggai, en indonésien Pulau Banggai, est une île d'Indonésie située dans les îles Banggai, entre Sulawesi à l'ouest et les Moluques à l'est. L'île est baignée par le golfe de Tolo, un golfe de la mer de Banda dans l'océan Pacifique.

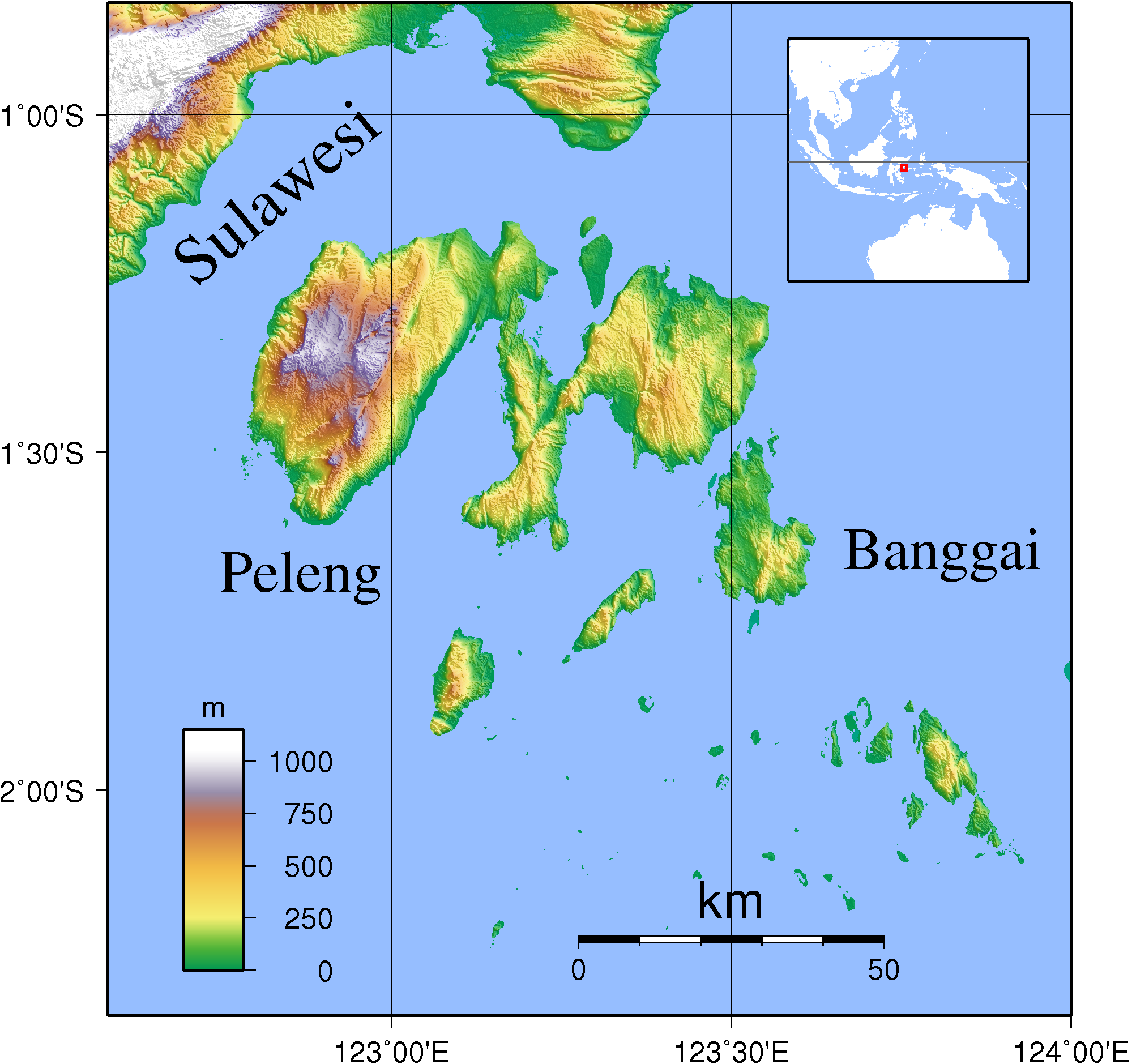
Carte topographique des îles Banggai avec Banggai à l'est.